# Александър Александров – Алекс
Вижте пояснителната страница за други личности с името Александър Александров.
Александър Александров – Алекс е български певец, радиоводещ и телевизионен водещ.

## Биография
Роден е в София. Завършил е специалностите „Вокално майсторство“ (Магистърска степен) и „Управление на масовите комуникации“ (Магистърска степен) в Нов български университет. Професионалната си дейност като певец започва в средата на 90-те., благодарение на композиторът Развигор Попов, който е автор на повечето му песни. Алекс има пет издадени албума, експериментира успешно в различни музикални стилове – обработен фолклор, авторски песни на фолклорна основа, стари градски песни, поп музика.
Освен като певец Алекс работи и като музикален журналист. Бил е автор и водещ на предавания в БНР – ”Музикален компас”; Радио „Експрес“ – „Шарената стомна“; в Национален телевизионен канал „Херос ТВ” и Телевизия „7ДНИ“ – „Шарената черга“; радио „Сигнал+“ – Сутрешен блок (гост-водещ) и др.
От 2010 г. певецът има авторска страница „Шарената черга“ в най-четения български седмичник „Минаха години“, където представя своите интервюта със звездите и младите таланти на българския фолклор.
Член е на Съюза на българските журналисти.
Водещ е на шоу-програми, концерти и фолклорни фестивали. Поддържа активна концертна дейност и е чест гост на празнични мероприятия в цялата страна. Гастролирал е с успех в чужбина – Канада, Китай, Испания, Тайван, Италия, Русия, Австрия, Индия, Кипър, Тайланд, Румъния, Украйна, Черна Гора и др.
Носител е на множество награди, сред които:
- „Национална музикална награда на името на Паша Христова“
- „Рицари на българската култура и шоу-бизнес“
- Награда на медийното жури за песента „Раздяла“ на фестивала „Пирин Фолк“
- „Диамантът на Азия“ – Тайланд (в партньорство с танцова формация „Софистик-Живо“)[3]
- Награда за авторска песен на фолклорна основа за песента "Най-доброто предстои" /Национални награди за мода, шоу и бизнес, Варна 2022/
- Фолклорен изпълнител на годината /2022/ [4]
- Отличие от националната фолклорна среща "Китен и приятели" за Изключителен принос и високи постижения в съхранение на фолклорните традиции и националната ни идентичност[5]
- На церемонията по награждаването на десетия юбилеен фестивал "Славянска приказка" в София му бе присъдено званието "Почетен професор" към Академията за кино, телевизия и интернет и Европейската асоциация за аудиовизуални комуникации. [6]
- Награда за принос в развитието и укрепването на културните международни връзки в Евразийското пространство от XI Международния кино телевизионен фестивал "Славянска приказка".

Българската национална телевизия е реализирала музикалния филм „Празник от песни“ (реж. Гергана Стоянова), посветен на творческия път на певеца.
Алекс има реализирани и няколко музикални филма от частни продуценти –„Багрите на българското“, „Шарената черга“ и „Има любов“.
През 2011 година започва сътрудничеството му с поетесата Надежда Захариева. С музикално-поетичния спектакъл „Балсам за душата“ двамата творци радват почитателите си в цялата страна през всички сезони. Реализирали са две големи национални турнета с 30 и 50 концерта. Поради големия интерес към съвместната им програма, тя е представена над 250 пъти.

## Албуми
- Янка Софиянка
- На сърце ми лежи
- Тежка сватба – мултимедиен албум
- Брала мома къпини – мултимедиен албум
- Има любов